# 렉서스와 올리브나무
렉서스와 올리브나무(영어: The Lexus and the Olive Tree)는 미국의 언론인이자 뉴욕 타임즈의 컬럼니스트인 토머스 프리드먼이 1999년 출간한 책이다. 이 책에서 프리드먼은 미국의 맥도날드 햄버거 체인점의 로고를 상징하는 M자형의 이른바 '골든아치'가 들어선 나라들 사이에는 전쟁이 일어나지 않는다는 이른바 '갈등 예방의 황금 아치 이론(영어: Golden Arches Theory of Conflict Prevention)'에 관해 기술하였다.

## 갈등 예방의 황금아치 이론
이 이론은 12장에 자세히 서술되어 있다. 이에 따르면 어느 한 나라의 경제발전과정속에서 맥도널드 햄버거 체인점이 들어설 수 있을 정도로 중산층이 두터워지는 단계에 이르면 그 나라의 사람들은 더 이상의 전쟁을 원치않으며, 오히려 햄버거를 사는 줄이 늘어지기를 더 선호한다는 것이다.
1999년 4월까지 맥도널드 햄버거 체인점이 들어선 나라들 사이에는 전쟁이 일어나지 않았던 사실에 근거를 하여 자유무역과 상업관계가 형성된 나라는 맥도널드를 살만큼 중산층이 두텁게 형성되었으며 이들은 전쟁보다 맥도널드로 인한 상호관계를 유지하는 것이 그 나라의 이익이 되는 것을 알기에 서로 전쟁을 하지 않는다는 것이다. 즉 미국이 주체가 된 세계화의 상징으로서 맥도널드를 예를 들어 미국 중심의 세계화가 나름대로 긍정적인 측이 있음을 보여주기한 예로서 제시한 것이다.
토머스 프리드먼은 그의 책에서 '황금 아치 이론'의 예로서 중동지역에서는 이스라엘, 사우디아라비아, 이집트, 레바논, 요르단에는 맥도날드 체인점이 있으며 이들 나라에 맥도널드 햄버거 체인점이 진출한 이후로 그 나라들 사이에는 전쟁이 일어난 적이 없음을 예로 들고있다.
또한 맥도널드 햄버거 체인점이 없는 나라들로는 시리아, 이란, 이라크가 있으며 중동지역에서 전쟁 발발 가능성이 가장 높은 곳이 바로 이스라엘과 시리아, 이스라엘과 이란, 그리고 이스라엘과 이라크라며 근거를 뒷받침하고있다.
골든아치이론을 내세운 프리드먼은 2006년에 "세계는 평평하다."라고 선언했다. 세계화가 완성 단계에 이르렀다는 것이다. 최근 프리드먼의 책 "세계는 평평하다"에서 2000년 이후 시작된 세계화 3.0 버전은 인터넷과 디지털화로 세계적 차원에서 개인화가 이루어진다고 하였다. 이로써 프리드먼에게 지구는 더 이상 둥글지도 않고, 구부러지지도 않은, 평등한 세상이 됐다. 나라와 개인 간의 차이가 없고, 인권과 기회가 균등하게 보장되며, 민주주의와 시장경제는 전 세계적 현상이어야 하는 것이다.

## 이론에 대한 논란
맥도널드의 '골든아치'가 평화의 전령사 역할을 한다는 이 이론은 북대서양조약기구(NATO)의 군대가 맥도널드 체인점이 들어선 구유고슬라비아 연방의 인종분쟁지역을 폭격하고 나서 이 이론은 더 이상 성립되지 않는다는 비판을 받게 되었다. 하지만 이 지역에서 전쟁이 일어났다는 사실만을 갖고서 이론을 통째로 부정할 수는 없다. 이 전쟁이 어떻게 종결되었는지를 보면 이 이론의 기본적 논리가 얼마나 타당한지 역으로 알 수 있다. 코소보 전쟁은 공군병력만으로 78일 만에 종결되게 되는데, 이렇게 된 결정적 이유는 NATO가 베오그라드에 있는 세르비아 민간인들의 생활을 궁핍으로 몰아가서 발생된 세르비아 민족 내부의 반대여론이었다. NATO의 공습으로 인해 이들은 코소보지역을 유지하면서 가난한 부족국가의 수준에 머물지, 유럽의 일부로서 글로벌 경제에 참여할지를 양자택일할 수밖에 없었고 결국은 코소보의 일부가 되기보단 세계의 일부가 되기를 선택했다. 맥도날드가 없는 북한의 많은 주민들은 더 이상 나빠질 것도 없기 때문에 이렇게 죽나 저렇게 죽나 매한가지라며 전쟁을 한번 해보자는 악으로 가득차 있지만, 이미 유럽 및 세계와 통합되어 있는 세르비아인들은 전쟁으로 모든 것을 잃을 수 있기에 NATO에 의해 렉서스냐 올리브나무(코소보)냐는 선택을 강요받았을 때, 그들은 렉서스를 선택하였다. 코소보사태는 세계화 시대에 올리브나무를 중요시하는 민족주의 노선정권들까지도 전쟁을 일으키키가 얼마나 어려운지를 잘 보여준다.
또한 9.11테러 이후에는 맥도널드사 스스로가 중동 등 10개국에서 1백75개의 맥도날드 점포 철수방침을 발표하기도 했다.
맥도널드 햄버거 체인점은 토마스 프리드먼이 미국 중심의 세계화와 세계화의 시대속에서 분쟁방지 이론의 근거로 삼을 정도로 전 세계 120여 개국이 넘는 곳에서 판매되고 있는 대표적인 미국 패스트푸드 음식점의 상징이자 세계화 속에서 미국을 대신하는 용어가 될 정도의 상징성을 갖고있다.

## 책 정보
- 《렉서스와 올리브나무》, 토마스 프리드먼 지음, 신동욱 역, 창해, 2003 ISBN 89-7919-473-0

## 같이 보기
- 《세계는 평평하다》, 토마스 프리드먼 지음, 김상철 역, 2006, 창해